# أليس وودورد هورسلي
أليس وودورد هورسلي (بالإنجليزية: Alice Woodward Horsley)‏ هي طبيبة نيوزيلندية، ولدت في 3 فبراير 1871، وتوفيت في 7 نوفمبر 1957.